# Keke Topp
Keke Topp, né le 25 mars 2004 à Gnarrenburg en Allemagne, est un footballeur allemand qui joue au poste d'avant-centre au Werder Brême.

## Biographie

### En club
Né à Gnarrenburg en Allemagne, Keke Topp commence le football avec le club local du TSV Gnarrenburg avant d'être formé par le Werder Brême. Keke Topp rejoint le FC Schalke 04 à l'été 2021, le transfert est annoncé le 1er mars 2021.
Il joue son premier match en professionnel le 4 décembre 2021, lors d'une rencontre de championnat face au FC St. Pauli. Il entre en jeu et son équipe est battue par deux buts à un et participe à la remontée du club en première division, Schalke étant sacré champion de deuxième division lors de la saison 2021-2022.
En janvier 2023, il est promu définitivement en équipe première. Keke Topp joue son premier match de Bundesliga, la première division allemande le 9 avril 2023 face au TSG 1899 Hoffenheim. Il entre en jeu et son équipe est battue par deux buts à zéro.
Le 15 décembre 2023, Topp inscrit son premier but en professionnel à l'occasion d'une rencontre de championnat face à Greuther Fürth. Titularisé, il ouvre le score et les deux équipes se neutralisent (2-2 score final).

### En sélection
Keke Topp représente l'équipe d'Allemagne des moins de 19 ans de 2022 et 2023, jouant un total de onze matchs et marque sept buts.

## Palmarès
Schalke 04
- Championnat d'Allemagne D2 (1)
  - Champion : 2022